# Pater

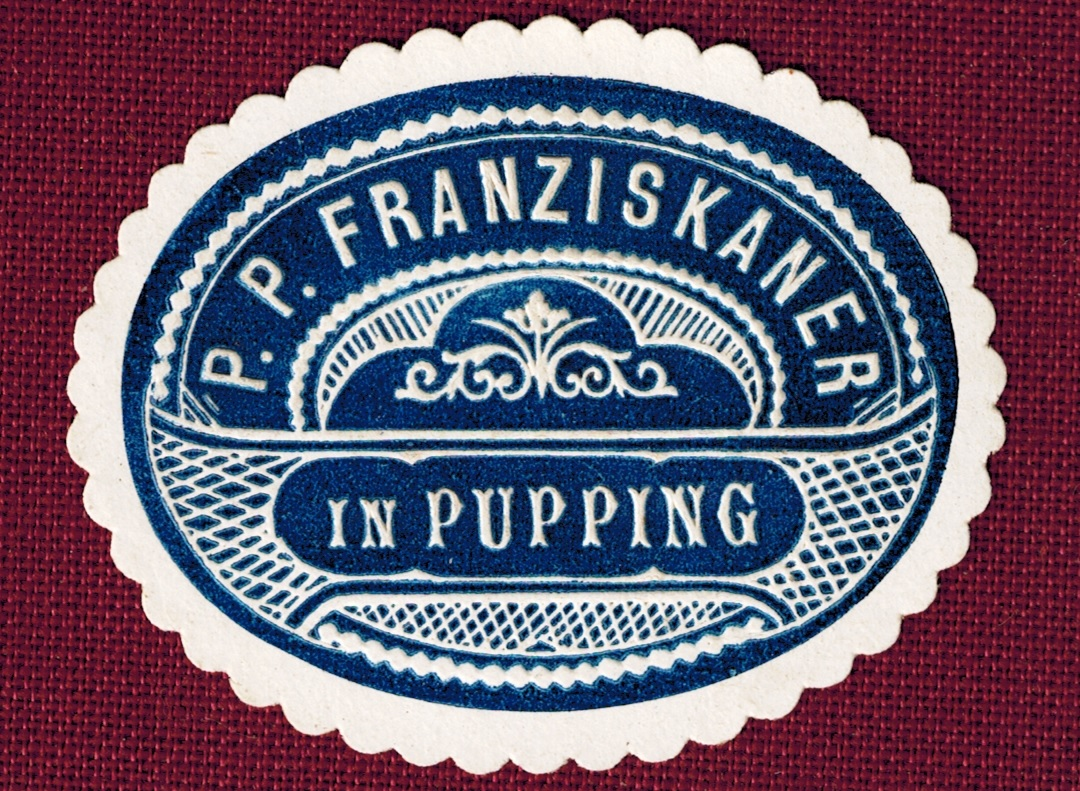
Siegelmarke der Franziskaner in Pupping („P. P.“ steht für Patres)

Pater (lateinisch für „Vater“; Plural Patres, Abkürzung P., Plural PP. oder P.P.) ist eine Anrede für einen Ordenspriester der römisch-katholischen Kirche.
Im deutschsprachigen Raum wird die Anrede im Allgemeinen nur für Priester verwendet. Ordensbrüder, die das Weihesakrament nicht empfangen haben, werden in der Regel als „Bruder“ (Abkürzung Br.) angesprochen (hier wird manchmal die lateinische Bezeichnung Frater, Abkürzung Fr., verwendet). In Österreich ist es zum Teil üblich, auch Ordensmänner mit ewiger Profess, die nicht zum Klerus gehören, als „Pater“ anzusprechen. Andererseits gibt es Ordensgemeinschaften, die auch für die Priester des Ordens die Anrede „Bruder“ oder „Frater“ bevorzugen. Angehörige eines Chorherren-Ordens (z. B. Prämonstratenser, Augustiner-Chorherren) werden als „Herr“ und nicht als „Pater“ angesprochen.
In den romanischen Sprachen wird die Anrede Pater allgemein für alle Priester und Diakone, also auch für den Diözesanklerus, verwendet, meist in landessprachlicher Abwandlung wie z. B. Padre im Italienischen, Spanischen und Portugiesischen, Père oder Abbé im Französischen (was beides „Vater“ bzw. Pater bedeutet, wobei Abbé nur für den niederen Weltklerus Verwendung findet). Auch im Englischen ist die Anrede Father für Geistliche überkonfessionell weit verbreitet und auch für Patres im engeren Sinn gebräuchlich. Sie wird mit Fr. abgekürzt, was im internationalen Austausch leicht mit der lateinischen und französischen Abkürzung für „Bruder“ (Frater, Frère) verwechselt werden kann.
„Reverendissimus Pater Dominus“ (kurz R. P. D.; deutsch hochwürdigster Herr Pater) war in der lateinischen Korrespondenz der frühen und mittleren Neuzeit eine respektvolle Anrede für einen hochrangigen Prälaten, Oberen oder Bischof.